# Jens Ludwig

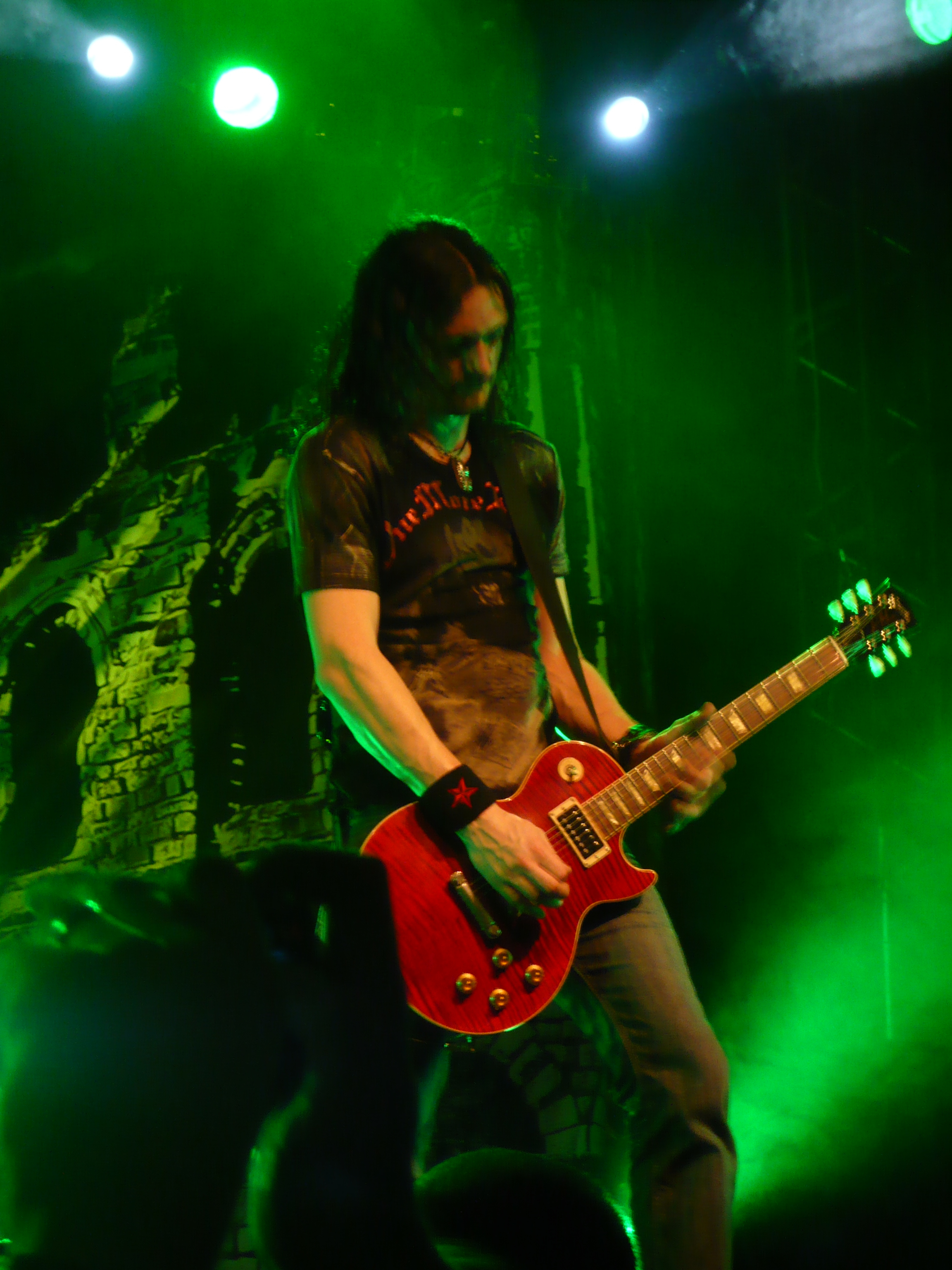
Jens Ludwig avec Edguy à lÉlysée Montmartre en 2009.

Jens Ludwig est le guitariste lead de Edguy, il est né le 30 août 1977 à Fulda en Allemagne.

## Biographie
Jens Ludwig est l'émérite guitariste lead de Edguy, groupe de speed mélodique d'origine allemande qu'il a intégré dès sa formation.
Il est également l'un des guitaristes du projet de Tobias Sammet : Avantasia.
Plus discret que les autres membres du groupe il a malgré tout imposé sa personnalité à travers des pistes guitares très mélodiques, souvent accompagnées de plans en tapping ou en sweeping.

## Discographie

### avecEdguy

#### CD
- Space Police - Defenders of the Crown (2014)
- Age of the joker (2011)
- Tinnitus Sanctus (2008)
- Rocket Ride (2006)
- Hellfire Club(2004)
- Hall of Flames(2004)
- Burning Down The Opera (Live!) (2003)
- Mandrake (2001)
- The Savage Poetry (2000)
- Theater of Salvation (1999)
- Vain Glory Opera (1998)
- Kingdom of Madness (1997)
- Savage Poetry (1995)

#### Singles et EP
- Evil Minded (1994)
- Children of Steel (1994)
- Painting on a Wall (2001)
- King of fools (EP) (2004)
- Lavatory Love Machine (2004)
- Superheroes (EP) (2005)

### avecAvantasia
- The Metal Opera Part II (2002)
- The Metal Opera (2001)